# هشت‌پای زگیل‌دار آب‌های آزاد

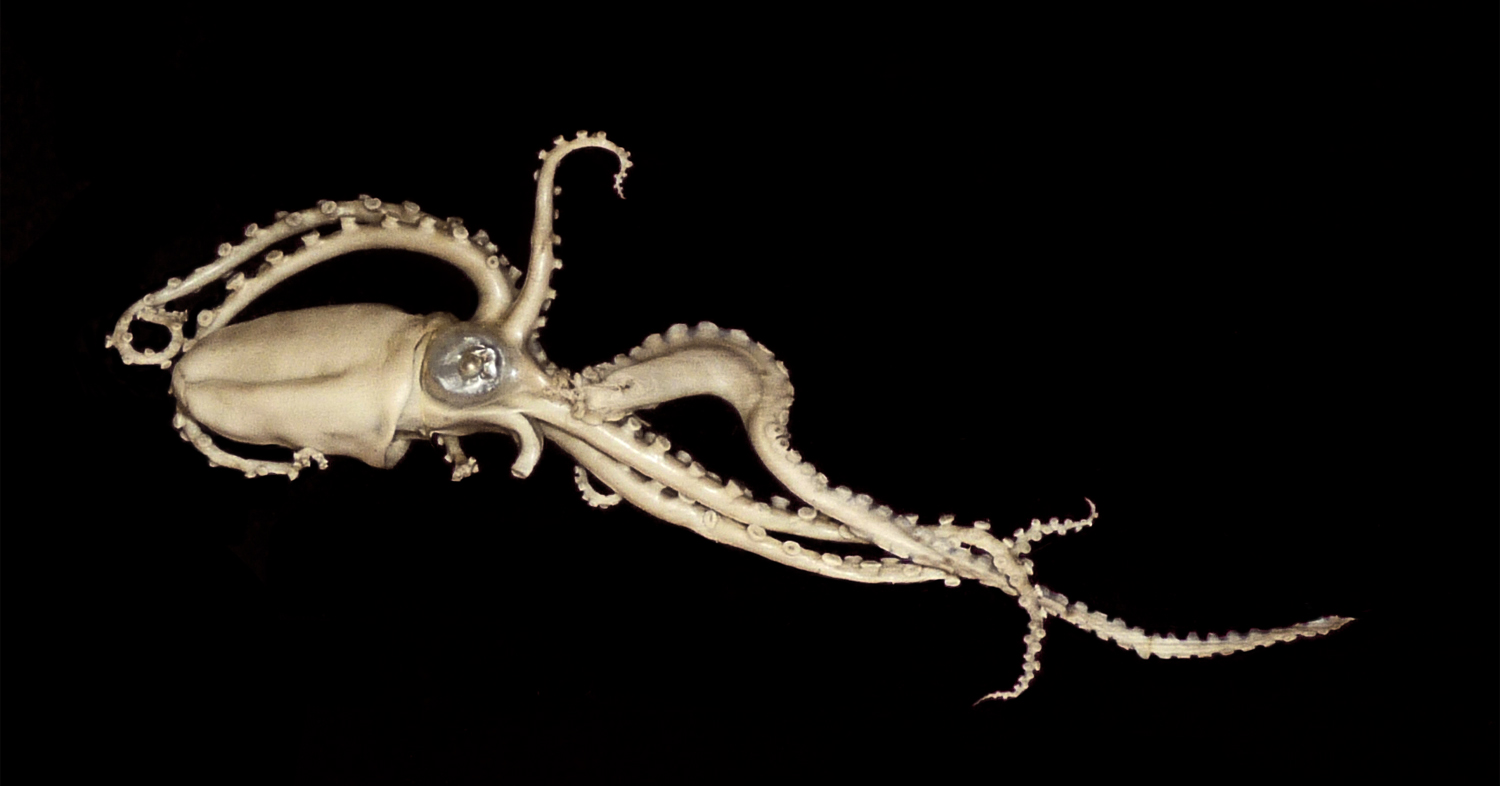
هشت پا زگیل دار آب های آزاد

هشت‌پای زگیل‌دار آب‌های آزاد (انگلیسی: Ocythoe tuberculata) یا هشت‌پای فوتبالی، یک گونه منحصربه‌فرد از هشت‌پاهای پلاژیک (ساکن در آب‌های آزاد) است. این تنها گونه شناخته‌شده در خانواده Ocythoidae است.
این گونه در آب‌های آزاد زندگی می‌کند و در اعماق ۱۰۰ تا ۲۰۰ متری یافت می‌شود. ماده‌های این گونه، تنها سرپایان شناخته‌شده‌ای هستند که دارای بادکنک شنا واقعی هستند که به آنها کمک می‌کند تا در آب شناور بمانند. این گونه یکی از معدود سرپایان است که بچه‌های زنده به دنیا می‌آورد. در طول جفت‌گیری، نر هکتوکوتیلوس (بازوی تولید مثلی تخصصی) خود را جدا کرده و به ماده می‌دهد.
هشت‌پای زگیل‌دار آب‌های آزاد در حال حاضر توسط IUCN در فهرست کمترین نگرانی (Least Concern) قرار دارد.

## ویژگی‌های ظاهری
- ماده‌ها: ماده‌ها می‌توانند تا ۸۰ سانتی‌متر رشد کنند. ماده‌های بزرگتر دارای شبکه‌ای مشخص از برجستگی‌ها در سطح شکمی جبه خود هستند (یعنی قسمت زیرین آنها مانند گودی به نظر می‌رسد). بازوهای جلویی و عقبی آنها بلندتر از بازوهای جانبی آنهاست و تصور می‌شود که شناگران قوی هستند.
- نرها: نرها بسیار کوچک هستند و فقط تا حدود ۳ سانتی‌متر در طول جبه رشد می‌کنند.

## زیستگاه
هشت‌پای زگیل‌دار آب‌های آزاد در دریاهای گرم و معتدل، به ویژه در نیمکره شمالی، مانند اقیانوس آرام شمالی در سواحل کالیفرنیا یافت می‌شود.

## رفتار
نرهای کوچک و ماده‌های جوان اغلب در داخل سالپ‌ها (salps) زندگی می‌کنند. ماده‌ها شناگران قوی هستند و تصور می‌شود که از بازوهای بلند خود برای گرفتن طعمه استفاده می‌کنند.